# Demi Schuurs
Demi Schuurs (født 1. august 1993 i Nieuwstadt, Holland) er en professionel tennisspiller fra Holland.